# 丁吉拉伊
丁吉拉伊（法語：Dinguiraye，恩科字母：ߘߟߊ߬ߓߊ߫）是几内亚北部法拉纳大区的一个城镇，以其清真寺而著名。截止2014年，丁吉拉伊人口为47,250。

## 历史

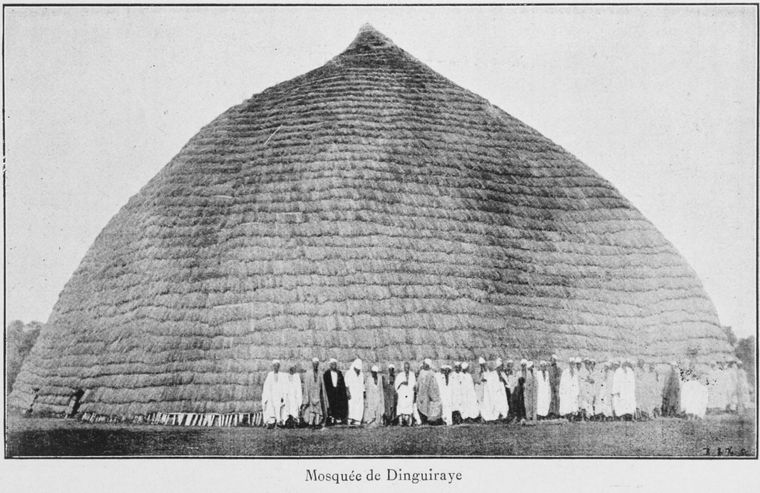
1900年左右的丁吉拉伊清真寺

丁吉拉伊和其清真寺具有特殊的历史重要性：哈迪·乌玛·塔尔在丁吉拉伊创立了图库洛尔帝国，并以之为第一座首都和1850年发动圣战的集结地。乌玛·塔尔也在当时主导修建了大清真寺。

## 出身人物
- 萨伊杜·博库姆（法语：Saïdou Bokoum） (1945-) - 作家